# 棺内分娩
棺内分娩（かんないぶんべん）は法医学の用語で、妊婦の死後遺体が腐敗して体内にガスがたまると、その圧力によって子宮から胎児の遺体が体外に押し出され、あたかも死女が死児を生んだように見える現象を指す。死後分娩とも言う。
古来、死亡した妊婦は腹を切開して中から胎児の遺体を取り出してから埋葬する、という風習が世界各地に存在した。古代ローマ帝国の「帝王切開」の起源も、この風習と関係がある可能性がある。古代日本でも、雄略天皇は、妊娠を疑われて自殺した皇女の腹を割かせた（『日本書紀』雄略天皇三年）。中国や日本の子育て幽霊の怪談は、一種の棺内分娩の話である（『怪力乱神』ISBN 978-4-12-003857-0 p228-p231）。
なお、「棺内分娩」「死後分娩」とよく似た「死後出産」という用語があるが、これは概念としては全く別物である。「死後出産」は、脳死妊婦が（帝王切開などの手段をほどこされて）生きた嬰児を出産すること、もしくは死亡した男性が残した凍結精子によって女性が妊娠（死後懐胎）し、出産することを指す。